# Moultrie
Moultrie is een plaats (city) in de Amerikaanse staat Georgia, en valt bestuurlijk gezien onder Colquitt County.

## Demografie
Bij de volkstelling in 2000 werd het aantal inwoners vastgesteld op 14.387.
In 2006 is het aantal inwoners door het United States Census Bureau geschat op 15.260, een stijging van 873 (6.1%).

## Geografie
Volgens het United States Census Bureau beslaat de plaats een oppervlakte van
36,9 km², waarvan 36,8 km² land en 0,1 km² water. Moultrie ligt op ongeveer 102 m boven zeeniveau.

## Plaatsen in de nabije omgeving
De onderstaande figuur toont nabijgelegen plaatsen in een straal van 20 km rond Moultrie.